# Argentinidae
Pour les articles homonymes, voir Argentine (homonymie).
Famille
Les Argentinidae (argentines en français) sont une famille de poissons téléostéens de l'ordre des Argentiniformes.

## Liste des genres et espèces

### SelonFishBase
- genre Argentina Linnaeus, 1758  
  - Argentina aliceae  Cohen & Atsaides, 1969
  - Argentina australiae  Cohen, 1958
  - Argentina brucei  Cohen & Atsaides, 1969
  - Argentina elongata  Hutton, 1879
  - Argentina euchus  Cohen, 1961
  - Argentina georgei  Cohen & Atsaides, 1969
  - Argentina kagoshimae  Jordan & Snyder, 1902
  - Argentina sialis  Gilbert, 1890
  - Argentina silus  (Ascanius, 1775)
  - Argentina sphyraena  Linnaeus, 1758
  - Argentina stewarti  Cohen & Atsaides, 1969
  - Argentina striata  Goode & Bean, 1896
- genre Glossanodon Guichenot, 1867
  - Glossanodon australis  Kobyliansky, 1998
  - Glossanodon danieli  Parin & Shcherbachev, 1982
  - Glossanodon elongatus  Kobyliansky, 1998
  - Glossanodon leioglossus  (Valenciennes, 1848)
  - Glossanodon lineatus  (Matsubara, 1943)
  - Glossanodon melanomanus  Kobyliansky, 1998
  - Glossanodon mildredae  Cohen & Atsaides, 1969
  - Glossanodon nazca  Parin & Shcherbachev, 1982
  - Glossanodon polli  Cohen, 1958
  - Glossanodon pseudolineatus Kobyliansky, 1998
  - Glossanodon pygmaeus  Cohen, 1958
  - Glossanodon semifasciatus (Kishinouye, 1904)
  - Glossanodon struhsakeri Cohen, 1970

## Liste des genres
Selon World Register of Marine Species (27 juin 2024) :
- genre Argentina Linnaeus, 1758
- genre Glossanodon Guichenot, 1867